# Municipio de Jeff Davis
Jeff Davis Township es una subdivisión territorial inactiva del condado de Little River, Arkansas, Estados Unidos. Según el censo de 2020, tiene una población de 234 habitantes.
Es una subdivisión exclusivamente geográfica, por cuanto el estado de Arkansas no utiliza la herramienta de los townships como Gobiernos municipales.

## Geografía
Está ubicado en las coordenadas 33°47′38″N 94°22′37″O / 33.79389, -94.37694. Según la Oficina del Censo de los Estados Unidos, tiene una superficie total de 56.11 km², correspondientes en su totalidad a tierra firme.

## Demografía
Según el censo de 2020, hay 234 personas residiendo en la zona. La densidad de población es de 4.17 hab./km². El 83.76 % de los habitantes son blancos, el 0.85 % son afroamericanos, el 3.85 % son amerindios, el 1.28 % son de otras razas y el 10.26 % son de una mezcla de razas. Del total de la población, el 5.98 % son hispanos o latinos de cualquier raza.